# Everybody's Sweetheart (film fra 1920)
Everybody's Sweetheart er en amerikansk stumfilm fra 1920 af Alan Crosland og Laurence Trimble.

## Medvirkende
- Olive Thomas som Mary
- William Collier Jr. som John
- Joseph Dowling som Phillip Bingham
- Aileen Manning som Willing
- Martha Mattox som Blodgett
- Hal Wilson som Joe
- Bob Hick